# Хаммам-Василь
Хаммам-Василь (араб. حمام واصل‎) — небольшой город на северо-западе Сирии, расположенный на территории мухафазы Тартус. Входит в состав района Банияс. Является центром одноимённой нахии.

## Географическое положение
Город находится в северной части мухафазы, к западу от хребта Ансария, на высоте 624 метров над уровнем моря.

Хаммам-Василь расположен на расстоянии приблизительно 25 километров к северо-востоку от Тартуса, административного центра провинции и на расстоянии 170 километров к северо-северо-западу (NNW) от Дамаска, столицы страны.

## Население
По данным официальной переписи 2004 года численность населения города составляла 1801 человек (878 мужчин и 923 женщины). В конфессиональном составе населения преобладают алавиты.

## Транспорт
Ближайший гражданский аэропорт — Международный аэропорт имени Басиля Аль-Асада.